# Afon Glaslyn
Der Afon Glaslyn (engl. „River Glaslyn“) ist ein Fluss in der Grafschaft Gwynedd in Wales. Mit einer Länge von etwa 30 km ist er neben dem Afon Conwy der bedeutendste Fluss in Gwynedd.
Der Glaslyn entspringt dem Karsee Glaslyn (walisisch „Blauer See“) auf der Ostseite des Snowdon. Er fließt zunächst durch den Llyn Llydaw, einen weiteren See, nach Osten und wendet sich nach wenigen Kilometern nach Süden und Südwesten. Er durchfließt in Folge die Seen Llyn Gwynant und Llyn Dinas. Bei Beddgelert mündet von rechts der Afon Colwyn.
Ab hier fließt der Glaslyn in südliche Richtung und durchquert den engen Aberglaslyn-Pass. Bei der Brücke Pont Aberglaslyn erreicht der Fluss den Traeth Mawr, sein Anfang des 19. Jahrhunderts trockengelegtes ehemaliges Ästuar. In diesem flachen Gebiet münden von links der Afon Nanmor und der Afon Dylif.
Nachdem er den Traeth Mawr durchflossen hat, erreicht der Afon Glaslyn die Stadt Porthmadog, wo er von der Harbour Bridge beziehungsweise Britannia Bridge überquert wird (nicht zu verwechseln mit der gleichnamigen Brücke über die Menai Strait). Anschließend bildet er den Hafen der Stadt und mündet schließlich gemeinsam mit dem Afon Dwyryd in die Cardigan Bay. 

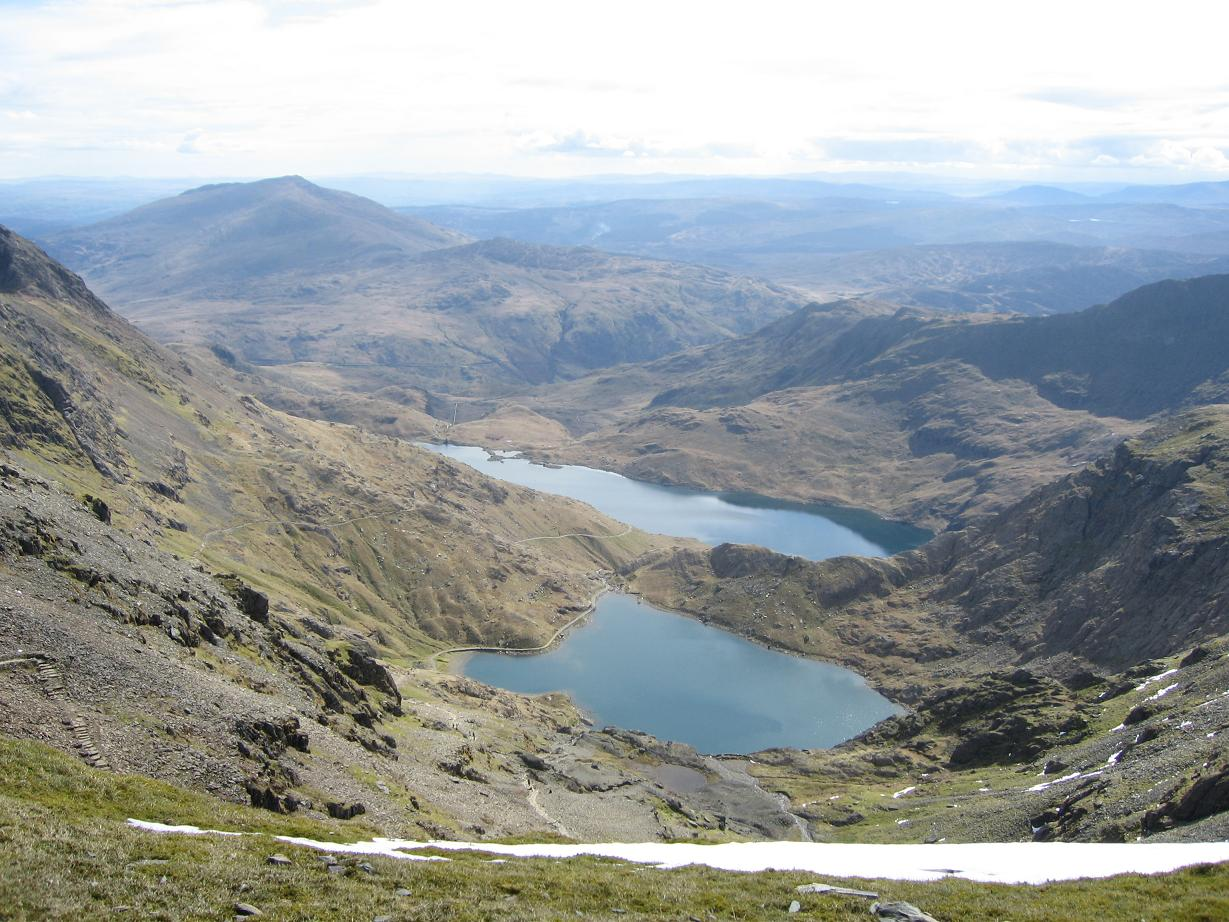
Der Quellsee Glaslyn und der Llyn Llydau an der Ostflanke des Snowdon
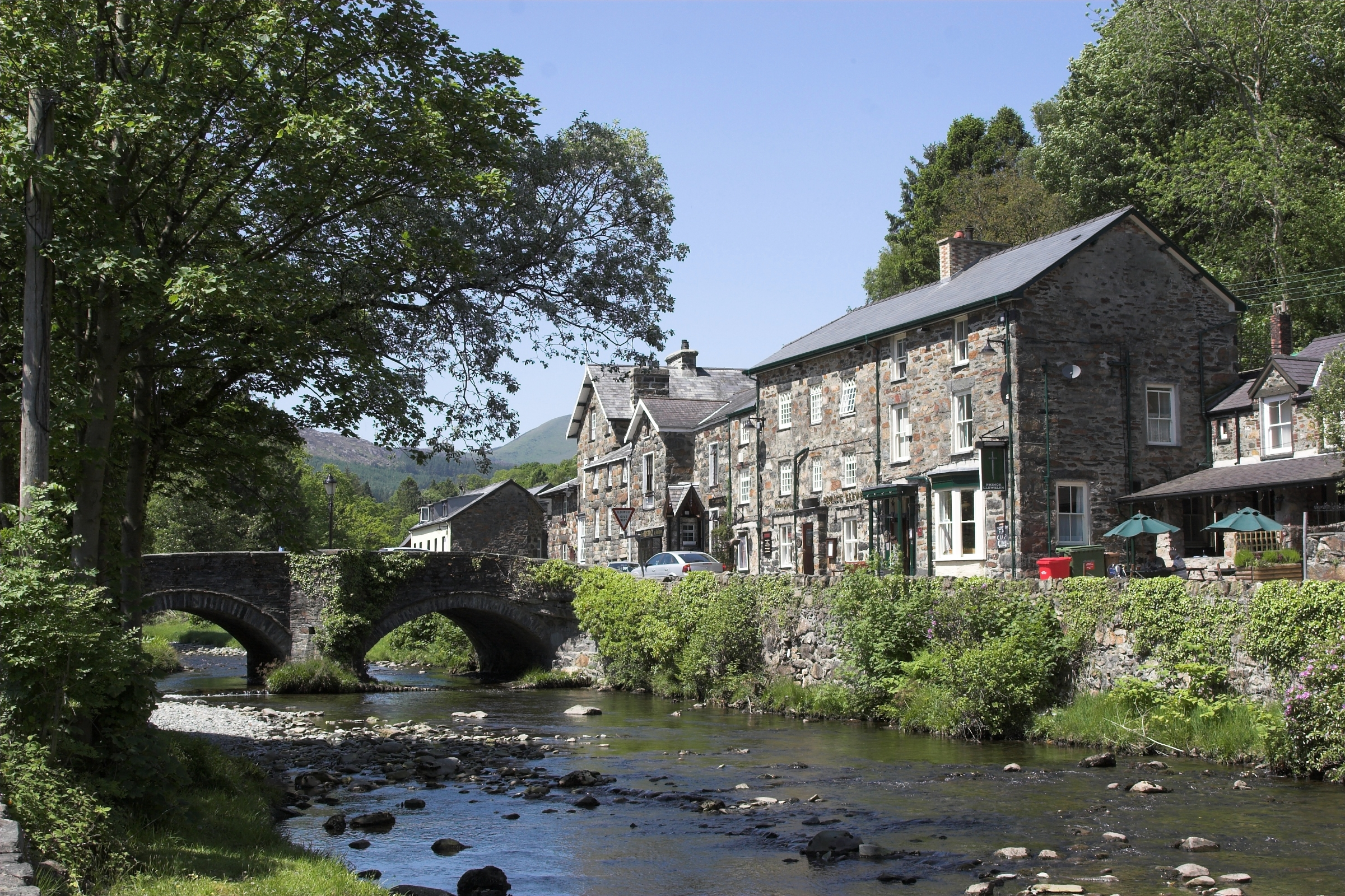
Steinbogenbrücke in Beddgelert
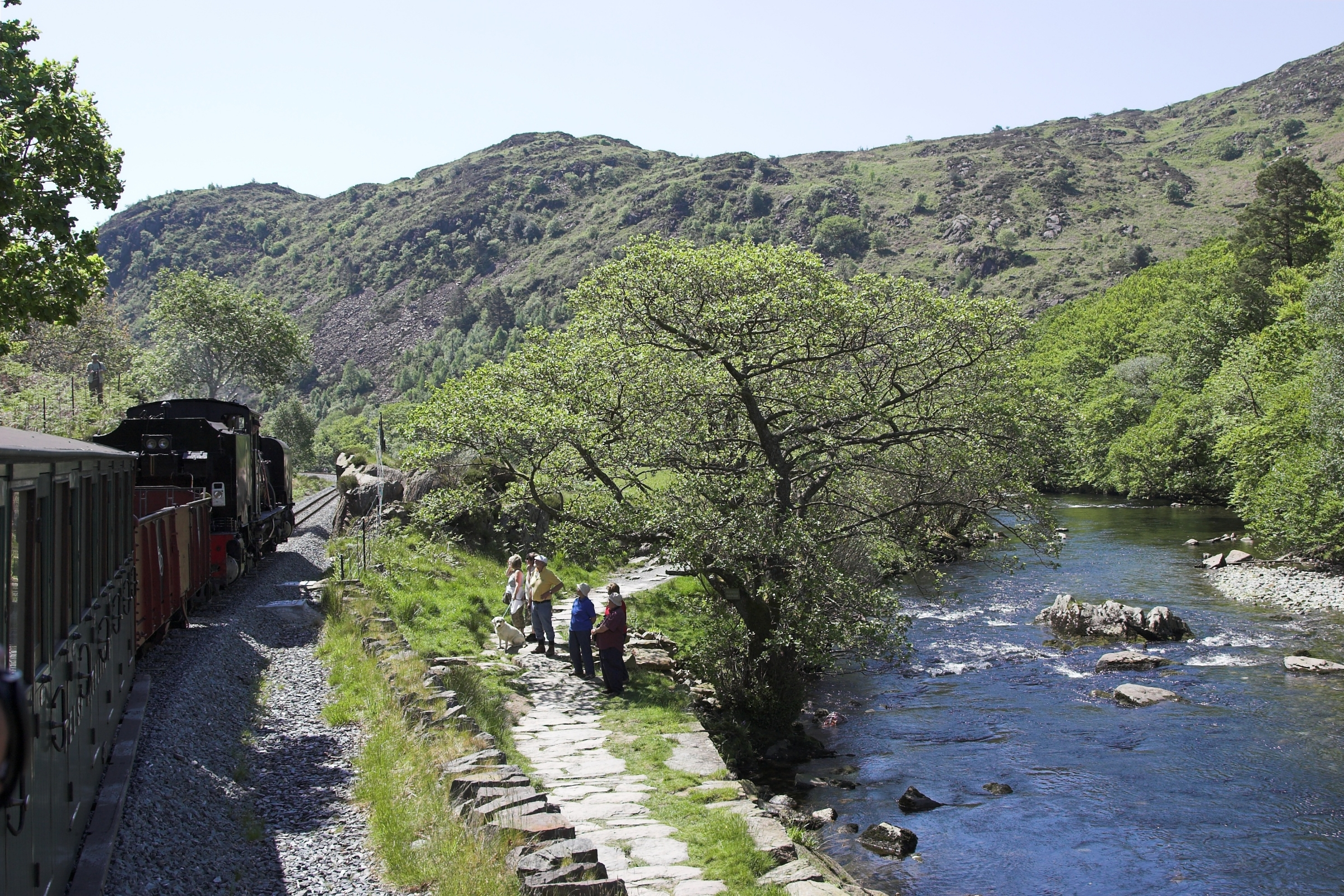
Welsh Highland Railway am Aberglaslyn-Pass